# Autorité de contrôle prudentiel et de résolution
L'Autorité de contrôle prudentiel et de résolution (ACPR) est une institution intégrée à la Banque de France, chargée de la surveillance de l'activité des banques et des assurances en France. Elle n'est plus une autorité administrative indépendante en application de la loi du 20 janvier 2017. Elle est fondée en janvier 2010 par l'ordonnance no 2010-76, par fusion de la Commission bancaire, de l'Autorité de contrôle des assurances et des mutuelles (ACAM), du comité des entreprises d'assurance (CEA) et du comité des établissements de crédit et des entreprises d'investissement (CECEI).
Cette fusion est préparée par l'article 152 de la loi de modernisation de l'économie de 2008 qui autorise le gouvernement Fillon à effectuer celle-ci par ordonnance. L'ACPR a pour mission de veiller « à la préservation de la stabilité du système financier et à la protection des clients, assurés, adhérents et bénéficiaires des personnes soumises à son contrôle » (art. L. 612-1 du Code monétaire et financier, CMF).
L'ACPR coopère avec l'Autorité des marchés financiers (AMF) et Tracfin. Par ailleurs, elle représente la France dans les instances internationales de la banque et des assurances.

## Missions
Les principales missions de l'ACPR sont inscrites à l’article L. 612-1 du code monétaire et financier et se résument en deux points :
1. Veiller à la préservation de la stabilité financière ;
2. Veiller à la protection des clients des secteurs de la banque et de l'assurance.

Il en découle plusieurs fonctions :
1. Superviser et contrôler le secteur bancaire dans le cadre du MSU ;
2. Superviser et contrôler le secteur de l'assurance ;
3. Autoriser les entreprises d'assurance et les prestataires de services bancaires ;
4. Veiller au respect des règles destinées à assurer la protection de la clientèle ;
5. Veiller à l'élaboration et à la mise en œuvre des mesures de prévention et de résolution des crises bancaires ;
6. Veiller au respect des règles relatives à la lutte contre le blanchiment des capitaux et contre le financement du terrorisme.

Dans le cadre des contrôles des différents acteurs bancaires et financiers (établissements de crédit, établissements de paiement, organismes d'assurance, intermédiaires en opérations de banque et en services de paiement, intermédiaires en assurances, intermédiaires en financement participatif, notamment), l'ACPR dispose de pouvoirs de sanctions immédiates, à titre conservatoire.
Les décisions de sa commission des sanctions sont contestables devant le Conseil d'État.
Lorsque ces décisions affectent le droit de propriété, elles sont contraires aux principes constitutionnels selon la décision du Conseil constitutionnel, du 6 février 2015.

## Historique
L'ACPR succède à l'Autorité de contrôle prudentiel (ACP) qui est elle-même le résultat de la fusion de l'Autorité de contrôle des assurances et des mutuelles (ACAM) et de la Commission bancaire en 2010.
À cette occasion, la Commission bancaire fusionne avec l'Autorité de contrôle des assurances (ACAM), pour fonder ensuite l'ACPR.

### Rapport sur l'organisation et le fonctionnement de la supervision financière
Le rapport Deletré, remis en janvier 2009 à la ministre de l'Économie et des Finances, prônait la fusion de la Commission bancaire avec l'Autorité de contrôle des assurances et des mutuelles (ACAM) en l'Autorité de contrôle prudentiel et de résolution (ACPR) du secteur financier, qui reprendrait aussi les fonctions des autorités d'agrément assurées par le Comité des établissements de crédit et des entreprises d'investissement (CECEI) pour les banques et par le comité des entreprises d'assurance (CEA) pour les assurances et mutuelles.
Cette nouvelle autorité formerait avec l'Autorité des marchés financiers (AMF) les deux piliers du modèle « twin peaks » de supervision financière, l'AMF étant chargée de la supervision des marchés alors que l'ACPR se chargerait des acteurs.
Ce rapport a également mis fortement l'accent sur les évolutions de la consommation bancaire et sur la nécessité d'encadrer précisément la distribution des services bancaires.

### Rapport de l’exercice pilote climatique
Conduite de juillet 2020 à avril 2021, la première évaluation des risques financiers dus au changement climatique a été effectuée par l'ACPR et réalisée avec 22 organismes d’assurance et 9 groupes bancaires. Elle se projette à un horizon de 30 ans et indique qu'en France, le changement climatique impliquerait une hausse de la sinistralité liée aux catastrophes naturelles de 2 à 5 fois pour les départements les plus touchés et les primes d'assurance augmenteraient de 130 à 200% sur 30 ans pour couvrir ces pertes.

## Composition
Le collège de supervision de l’Autorité est présidé par le Gouverneur de la Banque de France et comprend 19 membres :
1. Le Gouverneur de la Banque de France, ou le sous-gouverneur qu'il désigne pour le représenter, préside ;
2. Un vice-président ayant une expérience professionnelle en matière d’assurance est désigné par les ministres chargés de l’économie, de la sécurité sociale et de la mutualité ;
3. Le président de l'Autorité des marchés financiers (AMF) ;
4. Un conseiller nommé par le président du Sénat ;
5. Un conseiller nommé par le président de l'Assemblée nationale ;
6. Le président de l'Autorité des normes comptables ;
7. Un conseiller d'État, proposé par le vice-président du Conseil d'État ;
8. Un conseiller à la Cour de cassation, proposé par le premier président de la Cour de cassation ;
9. Un conseiller maître à la Cour des comptes, proposé par le premier président de la Cour des comptes ;
10. Deux membres choisis en raison de leurs compétences en matière de protection des clientèles ou de techniques quantitatives et actuarielles ou dans d'autres matières utiles à l'exercice par l'Autorité de ses missions ;
11. Quatre membres choisis en raison de leurs compétences en matière d'assurance, de mutualité, de prévoyance ou de réassurance ;
12. Quatre membres choisis en raison de leurs compétences en matière d'opérations de banque, de services de paiement ou de services d'investissement.

Le secrétaire général de l'ACPR est aussi nommé par arrêté du ministre de l'Économie, sur proposition du président de l'ACPR. Il est à la tête du secrétariat général de l'ACPR composé par des personnels de la Banque de France.
Liste des secrétaires généraux de l'ACPR :
- Danièle Nouy : 2010[12]-2014
- Edouard Fernandez-Bollo : 2014[13]-2019
- Dominique Laboureix : 2019[14]-2023
- Nathalie Aufauvre : depuis 2023[15]

### Les sous-collèges
Les sous-collèges, l’un pour le secteur de la banque, l’autre pour l’assurance, sont compétents pour les dossiers individuels et les questions d’ordre général spécifiques à leur secteur. Ils sont, chacun, composés de huit membres.

#### La formation restreinte du collège de supervision
La formation restreinte du Collège de supervision (huit membres également) traite des questions individuelles susceptibles d’avoir un effet significatif sur les deux secteurs ou sur la stabilité financière dans son ensemble. Elle est également chargée d’examiner les questions relatives à la surveillance des conglomérats financiers.

#### Le Collège de résolution
Le collège de résolution a été créé par la loi no 2013-672 du 26 juillet 2013 de séparation et de régulation des activités bancaires. Il est présidé par le gouverneur de la Banque de France, François Villeroy de Galhau et est composé de six membres. Le Collège de résolution est chargé de veiller à l’élaboration et à la mise en œuvre des mesures de prévention et de résolution des crises bancaires. Les travaux du Collège de résolution sont préparés, au sein de l’ACPR, par une direction spécifique, dont le responsable (Frédéric Visnovsky en 2020) est nommé par arrêté du ministre de l’Économie sur proposition du gouverneur de la Banque de France, président de l’ACPR.

### La Commission des sanctions
La commission des sanctions remplit une fonction de tribunal, bancaire et assurantiel. Elle a pour mission de sanctionner les manquements aux dispositions législatives et réglementaires des organismes assujettis. Elle se compose de six membres et est présidée par un conseiller d'État. Elle se prononce en toute indépendance sur les affaires dont elle est saisie par le collège de supervision, après en avoir assuré l’instruction dans le respect du principe du contradictoire.

### Les Commissions facultatives
Le collège de supervision de l’ACPR s’appuie sur plusieurs commissions consultatives qui l’éclairent sur certains sujets à traiter.

#### La Commission Affaires Prudentielles
Son rôle est de rendre un avis sur les instructions de l’ACPR encadrant la transmission d’états périodiques avant leur adoption. Elle est également saisie pour avis de projets de notices ou guides explicatifs.

#### La Commission Lutte contre le blanchiment des capitaux et le financement du terrorisme (LCB-FT)
Elle donne ses avis sur les projets d’instructions, de lignes directrices ou d’autres documents de l’ACPR relatifs à la LCB-FT.

#### La Commission pratiques commerciales
Elle rend un avis sur des projets de recommandation portant sur son domaine de compétence. Elle approfondit certains sujets de pratiques commerciales identifiés par l’ACPR et recueille les informations et suggestions de ses membres en matière de protection des clientèles

## Fonctionnement
L'Autorité procède à des contrôles à distance, ainsi qu'à des contrôles sur place effectués par l'Inspection générale de la Banque de France. Une « charte » est mise en place, à cet effet. En 2016, elle disposait d’un budget annuel de 194,4 millions d’euros.
Elle agit en coordination avec d'autres Autorités, telle que l'Autorité des marchés financiers, ou encore, l'Autorité bancaire européenne, mais également, la Banque centrale européenne, qui s'est vue dotée d'un rôle essentiel dans le contrôle bancaire, depuis le 4 novembre 2014.

## Annexe